# Ibn Hud
Abu Abd Allah Muhammad ibn Yusuf ibn Hud al-Judami (mort en 1238), plus connu sous le nom d'Ibn Hud, était un  émir de la Taïfa d'Andalousie entre 1228 et 1237. Il prétendait être un descendant des Houdides de Saragosse .
Ibn Hud était gouverneur de Murcie au profit du Califat Almohade. Quand, après la Bataille de Las Navas de Tolosa en 1212, il est devenu de plus en plus évident que les Almohades ne sont plus en mesure de protéger le pays, et le mécontentement a augmenté chez les gens, Ibn Hud est devenu le chef de la rébellion. En 1228, il était devenu le chef de la quasi-totalité d'Al-Andalus.
Pourtant, il n'était pas longtemps en mesure de résister aux forces des royaumes chrétiens de la péninsule ibérique. En 1231, ses troupes ont été défaites par le Royaume de Castille dans la Bataille de Jerez, et par le Royaume de León près Mérida. En 1233,Ibn Hud a dû signer une trêve avec le Royaume de Castille.
En 1232 Mohammed ben Nazar s'éleva comme  sultan de la région de Jaén et est rapidement devenu le plus puissant adversaire d'Ibn Hud. Bien que Ibn Hud fut d'abord capable de vaincre Ibn Nasr en 1234, il n'était pas en mesure de garder Cordoue face au roi Ferdinand III de Castille, qui prend définitivement la ville, le 29 juin 1236, transformant, le jour même, sa mosquée en cathédrale de Cordoue. D'autre part, il doit signer une trêve avec Mohammed ben Nazar. En 1237, Ibn Hud doit reconnaître Mohammed ben Nazar comme l'émir de Grenade.
Ibn Hud est assassiné en janvier 1238 à la porte de Almería .